# Skatepark

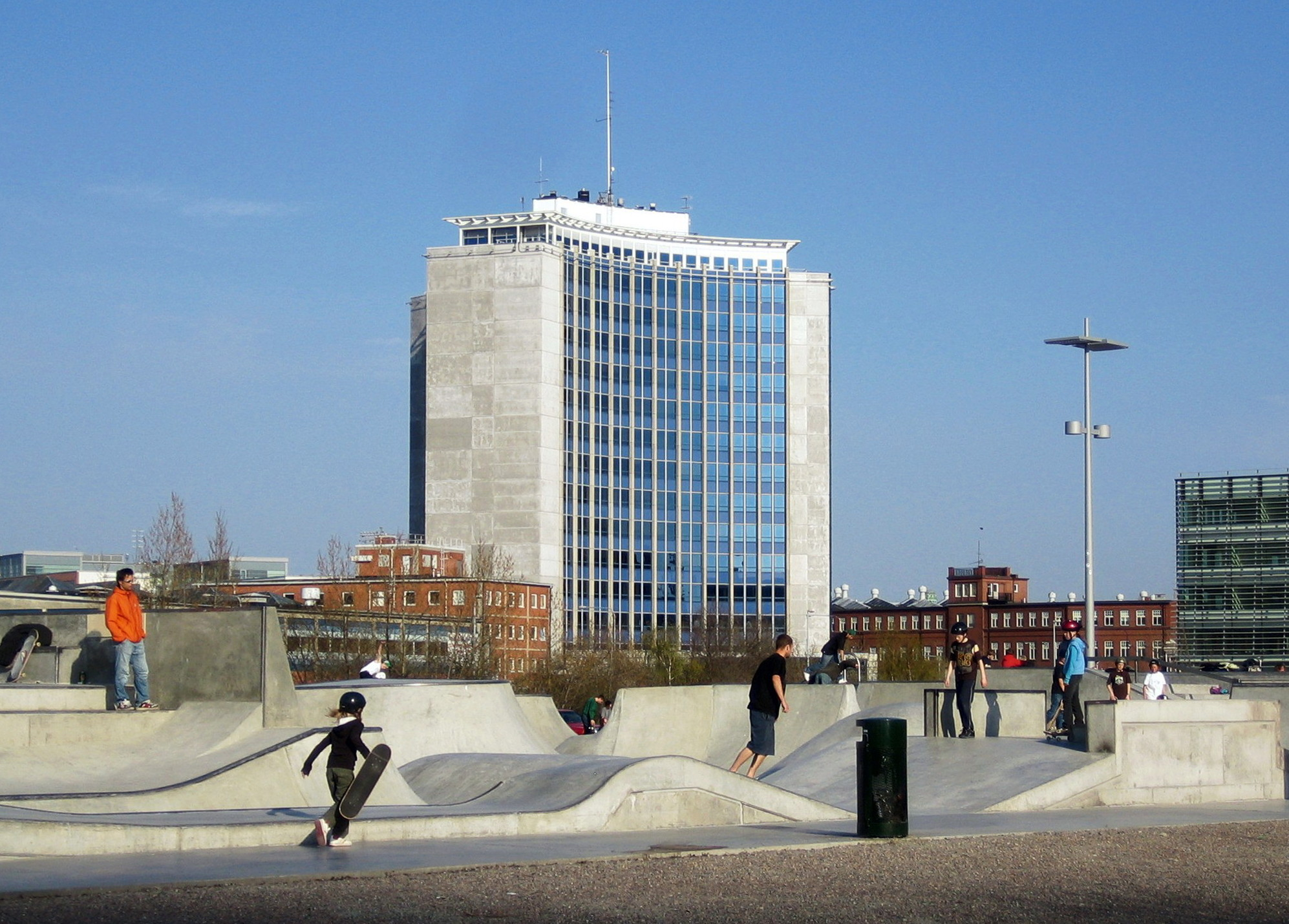
Stapelbäddsparken i Malmö.

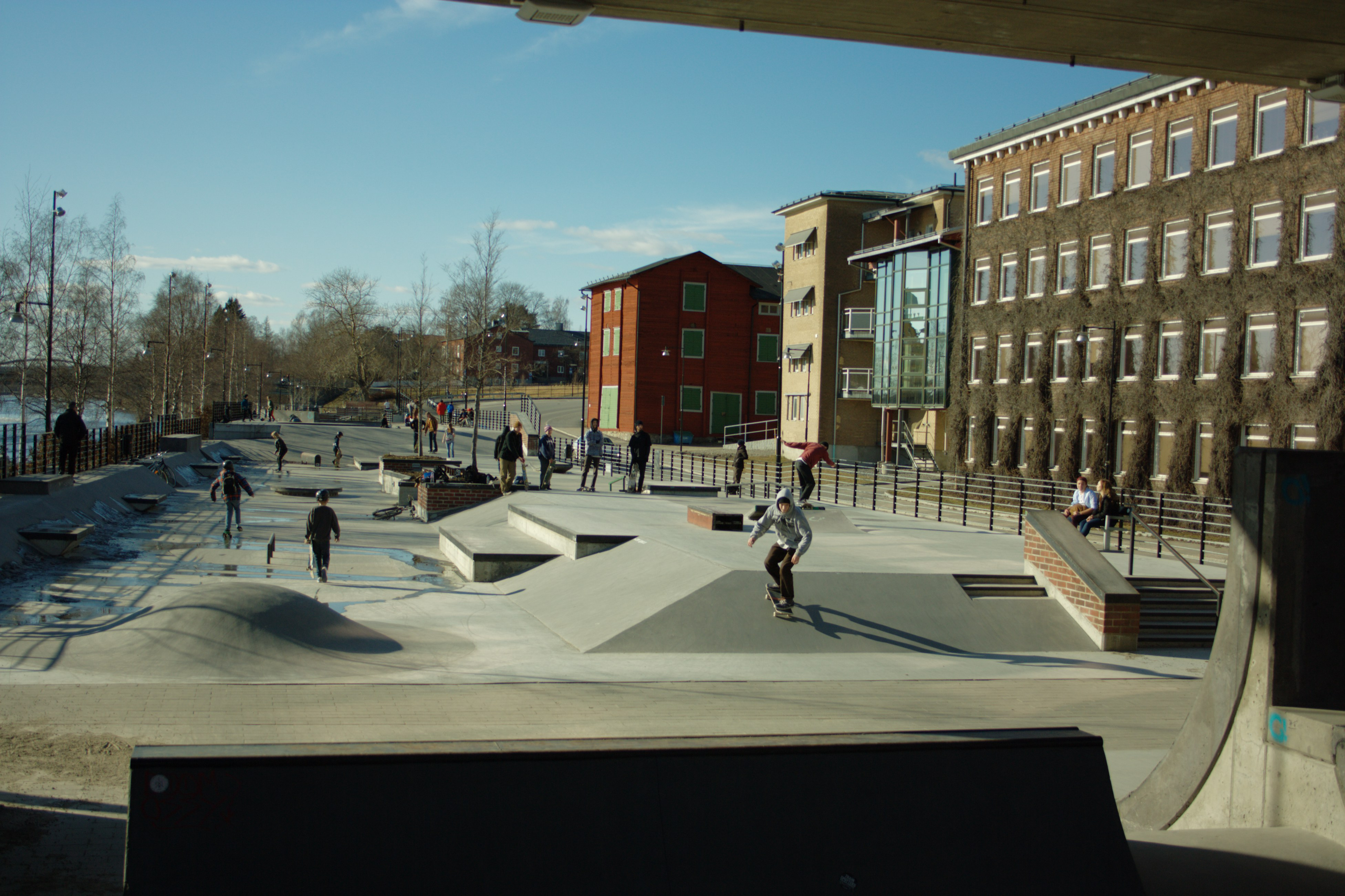
Sparken i Umeå.

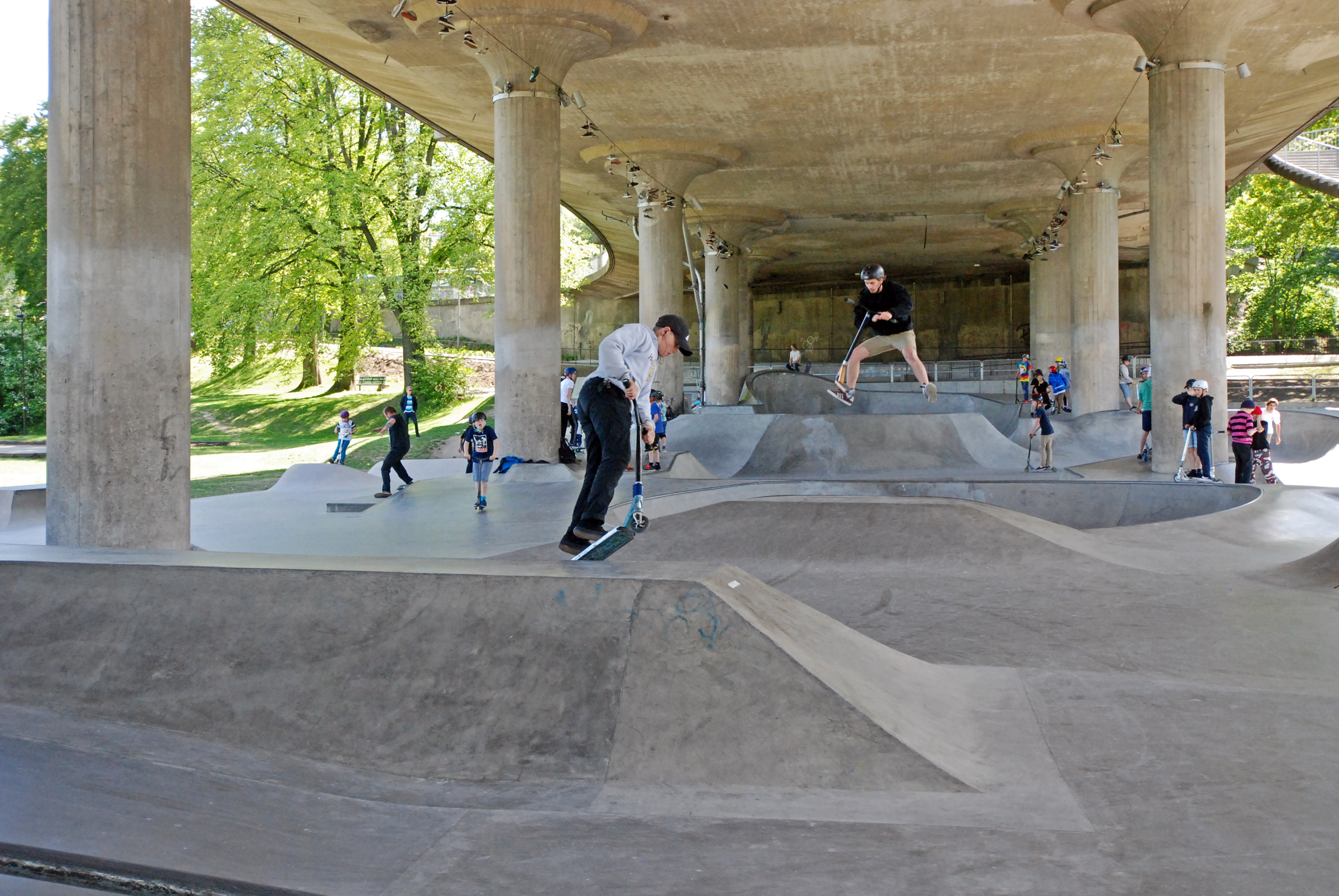
Rålis skatepark, Rålambshovsparken i Stockholm.

En skatepark, skejtpark eller skateboardpark är en större anläggning för skateboardåkning. Även inlinesåkare, BMX-åkare och elsparkcykelåkare kan åka i skateparker. 
Det som definierar en skatepark och skiljer den åt från exempelvis en skateboardramp är att en park innehåller flera olika saker att åka på. Man kan jämföra med en rutschkana (ramp) och en lekpark (skatepark). Rampåkning är dessutom en disciplin för sig, majoriteten av dagens skateboardåkare åker i gatuliknande miljö när det gäller skateboardparker. Den typen av åkning kallas följaktligen för street.
En skatevärld är ett område där flera distinkt olika skateparker ligger intill varandra.
Skateparker kan vara belägna både inomhus eller utomhus. De kan vara byggda i trä eller i betong.
I Sverige har träparker varit vanligast, men nu byggs och planeras det betongparker på flera platser i landet. Stapelbäddsparken i Malmö har varit en stor inspiration för både åkare, byggare och kommuner. Efterföljare har byggts över hela landet.
De två största betongparkerna i landet är Stapelbäddsparken i Malmö och Högdalens skatepark i Stockholm. Högdalens skatepark har ett annorlunda koncept där flera skateparker byggts intill varandra, men där varje skatepark är formgiven för sin egen åkstil/disciplin.
Sverige har också fått sina första streetplazor med integrerade gräsytor, buskar och naturliga parkobjekt som finns vid riktig gatuskateboardåkning som teglade murar, parkbänkar och gatplattor.

## Parker (urval)

### Betongparker i Sverige
- Actionpark i Göteborg
- Aktivitetsparken, Skellefteå
- Björnsan skatepark, Södermalm, Stockholm
- Brastad SK8, Brastad
- Båstad skatepark, Båstad
- Donkey Pool, Huddinge, Stor-Stockholm
- Fun SkatePark, Linköping
- Gustavsbergs skatepark, Stor-Stockholm
- Halmstad Arena Skatepark, Halmstad
- Högdalens skatepark, Stockholm
- Katrineholms skatepark, Katrineholm
- Kristinebergs skatepark ("Krillan"), Stockholm
- Kållered skatepark, Mölndal
- Laholms skatepark, Laholm
- Nacka skatepark, Stor-Stockholm
- Norrköpings skatepark
- Olliewood, Jönköping
- Rålis skatepark, Rålambshovsparken, Stockholm
- Sibbarp skatepark, Malmö
- Skarpnäck Skatepark, Stockholm
- Snakeville, Orminge, Nacka, Stor-Stockholm
- Sollentuna skatepark, Stor-Stockholm
- Sparken, Umeå
- Stapelbäddsparken, Malmö
- Steel Park, Luleå
- Södertälje skatepark, Stor-Stockholm
- Tumba Skatepark, Stor-Stockholm
- Vallarnas Skatepark, Falkenberg
- Västerås Skatepark, Västerås
- Åkersberga skatepark, Stor-Stockholm
- Åva skatepark, Täby kommun, Stor-Stockholm

### Andra större svenska anläggningar
- Bunkeberget skatepark, Göteborg

## Objekt i skateparker
Många objekt i skateparker har behållit sina ursprungliga amerikanska namn  utan svensk översättning. En del av objekten är inte unika för skateboardparker utan hittas också på andra platser, ofta oavsiktligt tillkomna i stadsmiljöer. Exempel på objekt i skateparker är:
- Quarterpipe
- Vertramp, kallas ofta enbart ramp.
- Bowl
- Pool
- Pipe – större rör, vanligen i betong.
- Bank – En vinklad yta eller ramp, med ingen eller liten böj. Förekommer i asfalt, betong, trä. Övergår ibland tvärt till ett horisontellt eller vertikalt objekt.
- Funbox – ett sammansatt objekt av t.ex. bank, ramp, räcke.
- Pyramid
- Trappa
- Rail/räcke